# نحل السحلب
نحل السحلب (الاسم العلمي: Euglossini)، قبيلة حشرات من غشائيات الأجنحة وفصيلة النحلية. هي المجموعة الوحيدة من النحل كوربيكولا التي لا يملك جميع أفرادها سلوكًا اجتماعيًا سوى الطفيليين.